# Unité urbaine de Gisors
L'unité urbaine de Gisors est une unité urbaine française interrégionale, centrée sur la commune de Gisors, dans les départements de l'Eure et de l'Oise et les régions des Hauts-de-France et de Normandie.

## Données générales
Dans le zonage réalisé par l'Insee en 2010, l'unité urbaine était composée de trois communes, dont deux dans le département de l'Oise et la région des Hauts-de-France, et une dans le département de l'Eure et la région de Normandie.
Dans le nouveau zonage réalisé en 2020, elle est composée des trois mêmes communes.
En 2022, avec 12 395 habitants dans l'Eure, elle représente la 7e unité urbaine de ce département après la partie
de l'unité urbaine de Rouen située dans l'Eure.

## Composition 2020 de l'unité urbaine
Elle est composée des trois communes suivantes :
| Nom                   | Code Insee | Département | Statut       | Superficie (km2) | Population (dernière pop. légale) | Densité (hab./km2) | Modifier                                    |
| --------------------- | ---------- | ----------- | ------------ | ---------------- | --------------------------------- | ------------------ | ------------------------------------------- |
| Gisors (ville-centre) | 27284      | Eure        | ville-centre | 16,67            | 12 395 (2022)                     | 744                | modifier les données · modifier les données |
| Trie-Château          | 60644      | Oise        | banlieue     | 13,34            | 1 878 (2022)                      | 141                | modifier les données · modifier les données |
| Trie-la-Ville         | 60645      | Oise        | banlieue     | 4,55             | 306 (2022)                        | 67                 | modifier les données · modifier les données |

## Évolution démographique
| 1968  | 1975  | 1982   | 1990   | 1999   | 2010   | 2015   | 2021   |
| ----- | ----- | ------ | ------ | ------ | ------ | ------ | ------ |
| 8 669 | 9 516 | 10 515 | 11 550 | 12 962 | 13 732 | 14 105 | 14 121 |

#### Données générales
- Unité urbaine en France
- Aire d'attraction d'une ville
- Liste des unités urbaines de France

#### Données démographiques en rapport avec l'unité urbaine de Gisors
- Aire d'attraction de Paris
- Arrondissement de Beauvais
- Arrondissement des Andelys

#### Données démographiques en rapport avec l'Eure et l'Oise
- Démographie de l'Eure
- Démographie de l'Oise